# تفجير السفارة العراقية 1981
تفجير السفارة العراقية 1981 هو هجوم انتحاري وقع يوم 15 ديسمبر 1981 عندما فجر حزب الدعوة الشيعي العراقي السفارة العراقية في العاصمة اللبنانية بيروت بسيارة مففخة يقودها انتحاري يدعى «أبو مريم». سويت السفارة بالأرض وقتل 61 شخصاً، بينهم السفير العراقي في لبنان وجرح 110 آخرين. وقد قتلت أيضاً العراقية بلقيس الراوي زوجة الشاعر السوري نزار قباني التي كانت تعمل في المكتب الثقافي للسفارة.
ويعتبر الكثيرون هذا الهجوم التفجير الانتحاري الثاني في العصر الحديث، الذي سبقه تفجيرات مدرسة باث في عام 1927، وقد أنذر بتفجير السفارة الأمريكية في عام 1983 و‌تفجيرات ثكنات بيروت في عام 1983.
بدأ حزب الدعوة الشيعي المناهض لحكومة حزب البعث الحاكمة في العراق متأثراً بنجاح الثورة الإيرانية عام 1979 باستخدام العنف في حربه ضد الحكومة بدعم عسكري ومالي من الجمهورية الإسلامية الإيرانية.
وقد فرت قيادة حزب الدعوة المتبقية إلى إيران وأصبحت الجماعة «وكيلا فعالا» للحكومة الإيرانية ضد العراق خلال الحرب الإيرانية العراقية التي اندلعت في سبتمبر من عام 1980.